# A Godzilla franchise szörnyeinek listája
Az alábbi lista a japán Toho filmstúdió Godzilla franchise-ának jelentősebb szörnyeit foglalja össze. Csak azok vannak feltüntetve, amelyek Godzilla filmek valamelyikében szerepeltek. Több szörnynek számos neve volt az évek során és a különböző országok filmszinkronjaiban, mielőtt a Toho lejegyezte a hivatalos betűzésüket.

## Anguirus

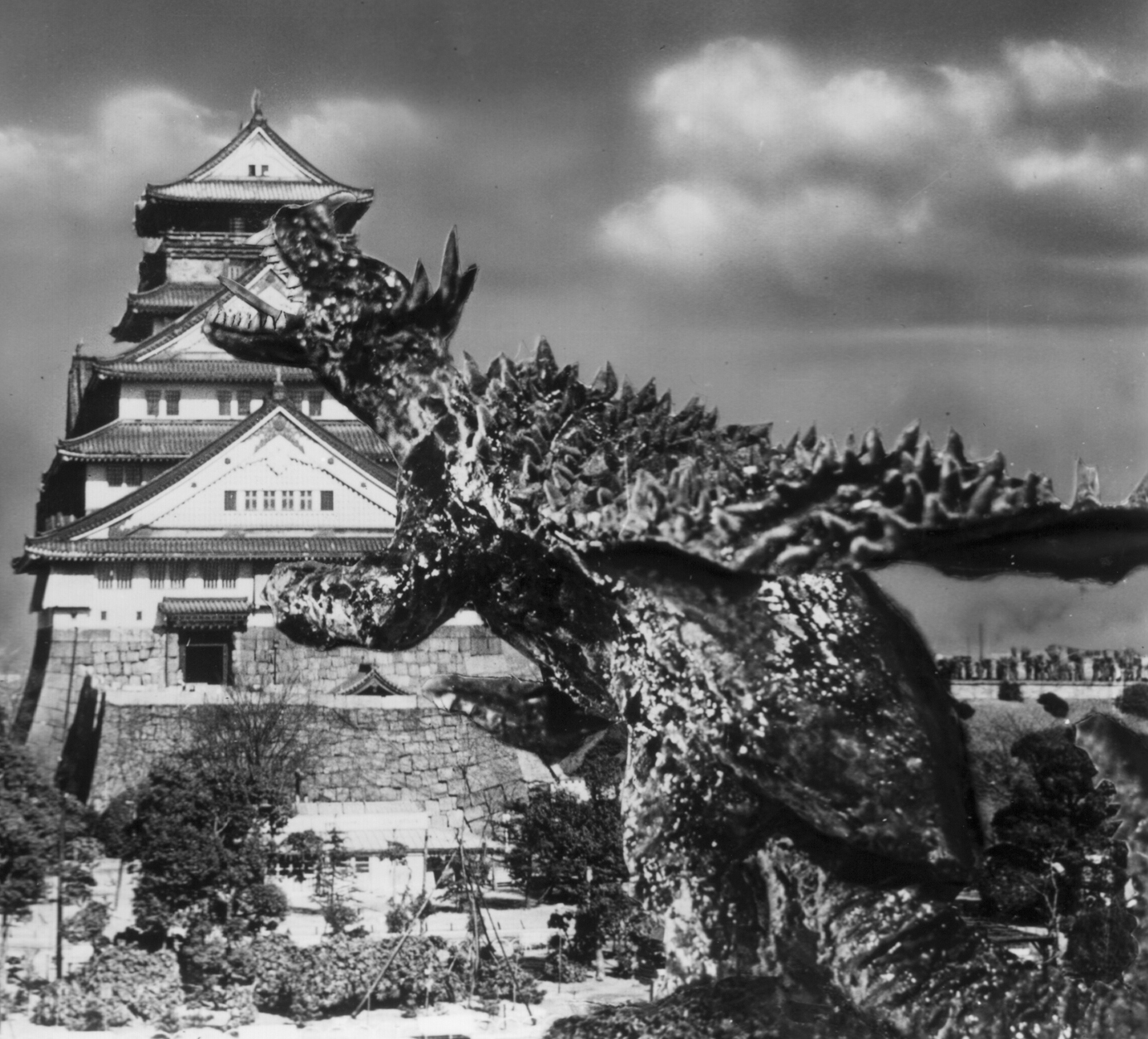
Anguirus a Godzilla Raids Again fényképes promóció.

Egy óriás Ankylosaurus-szerű páncélos őslény, amely filmtől függően Godzilla ellenfele vagy barátja.

### Sóva széria
Anguirus a franchise második szörnyetege, a második Godzilla első ellenfele. Az eredeti Anguirust Godzilla megöli, egy másik példány viszont később a legjobb barátjává válik. Nincs különleges ereje, és segítség nélkül sohasem aratott győzelmet, de nagyon hűséges és kitartó, a sokkal erősebb szörnyeket is megtámadja. Képes a föld alá ásni magát és hatalmasakat ugrani.

### Final Wars
Anguirus itt ismét ellenségként tűnik fel, akit a Xilien idegenek hajtottak uralmuk alá. Képes labdává gömbölyödve támadni.

### Anime trilógia
Az emberiségre támadó szörnyek egyike az Anguirus faj, melyeket az emberek és Godzilla kiirtanak. Az első Anguirust a kínaiak vegyi fegyvere, Hedorah öli meg.
- Filmek: Godzilla Raids Again (1955), Destroy All Monsters (1968), Godzilla vs. Gigan (1972), Godzilla vs. Megalon (1973), Godzilla a Mechagodzilla ellen (1974), Godzilla: Final Wars (2004), Godzilla: Planet of the Monsters (2017, cameoszerep)
- Megszemélyesítői: Tezuka Kacumi (1955), Szekita Hirosi (1968), Omija Koecu (1972-73), Vatanabe Tadakki (1974), Ogura Tosihiro (2004)
- Egyéb nevek: アンギラス (Angirasu, Angiraszu), Angilas, Angurus, Angorous, Anguillas, Angillus (spanyol), Angirasz (magyar szinkron)

## Baby Zilla
A Zilla nevű mutáns tengeri leguán sarjai, amelyek szűznemzésen keresztül lerakott tojásokból keltek ki. Fürgék és kitartóak, de nincs különleges képességük. A katonaság egy kivételével mindet felrobbantotta, a túlélőből lett Zilla Junior, aki továbbfejlődött és speciális erőkre tett szert.
- Film: Godzilla (1998)
- Megszemélysesítői: Frank Welker (morgások), ismeretlen színészek (jelmezes jelenetekben)
- Egyéb nevek: ベビージラ (Bebī Jira, Beby Dzsira), Baby Godzilla (2004 előtt)

## Baragon
Egy ásásra és hatalmas szökkenésekre képes óriásőslény. Nagy fülei vannak, egy hegyes szarvat visel a fején, szájából pedig hősugarat képes lőni.

### Sóva széria
Baragon eredetileg nem Godzilla filmben mutatkozott be, hanem a Frankenstein vs. Baragon (ismertebb címén Frankenstein Conquers the World) című filmben szerepelt. Itt gonosz dinoszauruszként jelent meg, a Destroy All Monsters-ben viszont már a jók oldalán áll.

### GMK
Ebben a filmben szintén jóságos, és a Föld ősi védőszörnyei közé tartozik, akik Godzilla ellen harcolnak.
- Filmek: Frankenstein vs. Baragon (1965), Destroy All Monsters (1968), Godzilla, Mothra and King Ghidorah: Giant Monsters All-Out Attack (2001)
- Megszemélyesítői: Nakadzsima Haruó (1965-68), Ota Rie (2001)
- Egyéb nevek: バラゴン

## Battra
Mothra gonosz isteni ikertestvére, akinek célja a Föld védelme. Szerinte az emberiség árt a bolygónak, ezért ki kell pusztítani. Végül nővérével összefog Godzilla ellen, mert ő mindkettejük ellensége. Lárvaállapotában fejszarvából és szeméből pusztító villámokat tud lőni. Szarva kifejlett állapotában visszafejlődik, de sokkal erősebb szemsugarat nyer, és lábaiból bénító áramot bocsát ki.
- Film: Godzilla vs. Mothra (1992)
- Megszemélyesítője: Rjú 'Hurricane' Hariken (lárvaként)
- Egyéb nevek: バトラ (Batora), Black Mothra, Battle Mothra, Bad Mothra

## Biollante
Egy nőnemű, növényszerű keverékszörny, amely egy rózsából, Godzilla génjeiből és egy Dr. Siragami nevű tudós halott lányának, Erikának lelkéből áll. Rengeteg kígyószerű csápja van, melyek maró anyagot tudnak köpni. Legkülönlegesebb képessége, hogy testét fénylő részecskékre bontva fel tud utazni az űrbe, és onnan új alakban leszállni. Első óriásszörny-alakja egy hatalmas rózsa, amelynek szirmai elrejtik ábrázatát. Kifejlett alakjában hüllőszerű feje van és regenerálóképességet nyer, fő szájából szintén képes maró savat köpni.
- Film: Godzilla vs. Biollante (1989)
- Megszemélyesítője: Akio Takegami (óriásrózsaként)
- Egyéb nevek: ビオランテ (Biorante)

## Dagahra
Repülésre és úszásra képes, sárkányszerű szörny, mely a Rebirth of Mothra II című spin-off filmben szerepelt először. A Nilai Kanai nevű ősi civilizáció teremtette, hogy elfogyassza szennyüket és szemetüket, de ennek mellékhatásaként Dagahra teste Baremnek nevezett, savas tengericsillagokat kezdett termelni, melyek elárasztották a vizeket és kiirtották a népet. Különféle pusztító sugarakat is képes kibocsátani.

### Anime trilógia
A Godzilla franchise-ba a Planet of the Monsters című animációs film és hozzá kapcsolódó irodalom révén került be, melyek szerint Dagahra az emberiséget támadó szörnysereg egyik tagja, ami Ausztrália partjain és a Csendes-óceánon tűnt föl. Betegséget okozó Baremjei a kontinens kiürítését eredményezték.
- Filmek: Rebirth of Mothra II (1997), Godzilla: Planet of the Monsters (2017, cameo)
- Megszemélyesítője: Josida Mizuho (1997)
- Egyéb nevek: ダガーラ (Dagāra, Dagara), Dagarah, Dagarla, Dagarlah

## Daidako
Óriáspolip King Kong szigetéről, emberevő.
- Film: King Kong vs. Godzilla (1962)
- Egyéb nevek: 大ダコ (Daidako), Large Octopus, Giant Octopus, Oodako (elterjedt rajongói név)

## Daikondoru
Óriás kondorkeselyű.
- Film: Godzilla vs. the Sea Monster (1966)
- Egyéb nevek: 大コンドル, Large Condor, Giant Condor, 大ワシ (Daiwashi, Daivasi), Large Eagle, Giant Eagle, Ookondoru (elterjedt rajongói név), Oowashi (elterjedt rajongói név)

## Destoroyah
Egy, a prekambriumból itt maradt, mikroszkopikus rákkolónia, amelyet 1954-ben az Oxigénpusztító nevű szuperfegyver keltett életre. Képesek egyesülni, és összesen öt formájuk ismert. Mindegyik formának vannak képességei. Alapereje, hogy oxigénpusztító sugarat lövell, ami minden szerves anyagot megsemmisít. Repülőformájának energiaelszívó farka van. Kifejlett alakjában, amely az összes Destoroyah-ból áll, képes fejszarvából egy energiából álló pengét kivetíteni, amely áthasítja Godzilla bőrét. Kibírja Godzilla atomleheletét és képes ismét önálló lényekre szétválni.
- Film: Godzilla vs. Destoroyah (1995)
- Megszemélyesítője: Haritani Rjó
- Egyéb nevek: デストロイア (Desutoroia, Deszutoroia), Destroyah, Destroyer

## Dogora
Szénnel táplálkozó földönkívüli, mely számos halmazállapotban képes létezni, így mikroszkopikus lényként vagy páraként, de nagy mennyiségű szén elfogyasztása után óriási, lebegő, medúzaszerű alakot ölt, mely az égből szívja a Föld szénkészleteit. Gyengéje a darázsméreg, mely olyan kémiai reakciót vált ki benne, amely szilárddá dermeszti testét.

### Anime trilógia
Dogora a Földet sújtó szörnyek egyike, mely megtámadta a Mir űrállomást, majd annak lezuhanását követően az Egyesült Királyságot ostromolta.
- Filmek: Dogora (1964), Godzilla: Planet of the Monsters (2017, cameo)
- Egyéb nevek: ドゴラ (Dogora), Dagora

## Dorat
Három aranyos, kisméretű, denevérszerű lény, amelyeket a 23. században tenyésztettek ki, hogy tökéletes háziállatok legyenek. Az időutazó Futurian terroristák Lagos-szigeten helyezték el őket a második világháború idején, ahol az 1954-es atomtesztek hatására King Ghidorah-vá, az óriássárkánnyá egyesültek.
- Film: Godzilla vs. King Ghidorah (1991)
- Egyéb nevek: ドラット (Doratto)

## Ebirah
Egy hatalmas homár. A méretén kívül nincs különlegessége, eredetileg ugyanis egy King Kong filmbe szánták.
- Filmek: Godzilla vs. the Sea Monster (1966), Godzilla: Final Wars (2004)
- Megszemélyesítői: Szekita Hirosi (1966), Ogura Tosihiro (2004)
- Egyéb nevek: エビラ (Ebira), The Sea Monster

## Fairy Mothra
Mothra parányi sarjai, amelyeket az űrben teremtett meg. Képesek felvenni Mothra tündéreinek alakját és közvetíteni az üzeneteiket.
- Film: Godzilla vs. SpaceGodzilla (1994)
- Egyéb nevek: 妖精モスラ (Yōsei Mosura, Jószei Moszura), フェアリーモスラ (Fearī Mosura, Fearí Moszura), Fairy

## Gabara
Egy zöld szörnyeteg, amely csak egy Icsiró nevű gyerek álmában szerepel. Minilla zaklatója, kezéből áramot vezet áldozataiba. Neve megegyezik azzal a fiúéval, aki Icsirót szokta bántani.
- Film: All Monsters Attack (1969)
- Megszemélyesítője: Kakuko Jaszuhiko
- Egyéb nevek: ガバラ, Gabala, Gavalla, Gavara, Gabarah (német)

## Gigan
Egyszemű földönkívüli kiborg, akinek madárszerű csőre, horgas csáprágói, kampókezei vannak, és a hasába fűrész van beépítve.

### Sóva széria
Óriási csótányokra hasonlító földönkívüliek irányítják, de látszólag bárki „kibérelheti” tőlük. Képes repülni, de bolygóközi utazásait egy kristályba zárva intézi. A szeme fölött lézerszóró van, ám ezt egyik filmben sem használja. Gigan kegyetlen és erőszakos, olykor együttműködik más szörnyekkel, úgymint King Ghidorah-val és Megalonnal, de cserben hagyja őket, ha az erőviszonyok ellenük fordulnak.

### Final Wars
Gigan ősidők óta sziklába rejtve várt, hogy megkezdődjön a Xilien idegenek megszállása. Karjaiba kilőhető vonókábeleket építettek, melyek fűrésze felé húzzák áldozatát. Miután Godzilla megöli, az idegenek újjáépítik, ezúttal dupla láncfűrészekkel mindkét kezén. Képes kisebb körfűrészeket is kilőni magából.
- Filmek: Godzilla vs. Gigan (1972), Godzilla vs. Megalon (1973), Godzilla: Final Wars (2004)
- Megszemélyesítői: Szacuma Kenpacsiró (1972-73), Josida Kazuhiro (2004)
- Egyéb nevek: ガイガン (Gaigan), Borodan (Godzilla vs. Megalon promóképregény), Savini (Godzilla: Rulers of Earth képregény), Galien (spanyol), Monster Zero (német)

## Godzilla
- Bővebben: Godzilla

## Godzilla Filius
Egy olyan Godzilla, mely az eredeti szörnyből levált sejtekből fejlődött ki húszezer év alatt, ezért a bolygóra visszatérő űrutazó emberek összetévesztik vele. Részecskepajzsa minden támadás elől védi, egyedüli gyenge pontja, hogy a pajzs működése időnként pillanatnyi szünetet tart. Teste körül gerjesztett részecskesugárral képes támadni, és Godzillához hasonlóan képes regenerálni sérült részeit.
- Film: Godzilla: Planet of the Monsters (2017)
- Egyéb nevek: ゴジラ・フィリウス (Gojira Firiusu, Godzsira Firiuszu)

## Godzilla Junior
Egy kedves, fiatal Godzilla, akire Rodan vigyázott tojás korában. Eleinte emberek nevelik, később a felnőtt Godzilla örökbe fogadja. A Destoroyah elleni harcban életét veszti, de a haldokló Godzilla által kibocsátott energia feléleszti.
- Filmek: Godzilla vs. MechaGodzilla II (1993), Godzilla vs. SpaceGodzilla (1994), Godzilla vs. Destoroyah (1995)
- Megszemélyesítői: Rjú 'Hurricane' Hariken, Little Frankie (1994)
- Egyéb nevek: ゴジラジュニア (Gojira Jyunia, Godzsira Dzsjunia), Junior, ベビーゴジラ (Bebii Gojira, Bebí Godzsira), Baby Godzilla, リトルゴジラ (Ritoru Gojira, Ritoru Godzsira), Little Godzilla, Little One

## Godzillasaurus
Egy Lagos-szigeten élő, máig fennmaradt dinoszauruszfaj, amelynek egyik példánya a második világháború alatt megmentett egy japán helyőrséget az amerikai katonáktól, ám életveszélyes sebet kapott. Mivel úgy tudták, ebből a lényből fog a hidrogénbomba hatására kifejlődni Godzilla, a Futurian időutazók a Bering-tengerbe teleportálták a haldokló lényt, hogy ennek elejét vegyék. Azonban a térségben katasztrófát szenvedett nukleáris tengeralattjárók sugárzásának hála a dinoszauruszból egy még hatalmasabb Godzilla fejlődött ki.
- Film: Godzilla vs. King Ghidorah (1991)
- Megszemélyesítője: Fukuda Vataru
- Egyéb nevek: ゴジラザウルス (Gojirazaurusu, Godzsirazauruszu)

## Gorosaurus
Egy óriási theropoda dinoszaurusz, aki farkára támaszkodva képes rúgni. Egyéb különlegessége nincs, ami annak tudható be, hogy eredetileg nem a franchise tagja volt: A King Kong Escapes című filmben tűnt fel először, ahol egy közönséges dinoszaurusz szerepét töltötte be, akit a híres gorillának kellett legyőznie. A sorozatba úgy került be, hogy Baragont helyettesítette a Destroy All Monsters-ben, mivel a filmezés java alatt a Baragon jelmez egy másik stúdiónál volt. Ezért kapta meg Baragon ásóképességét is. Ebben a filmben jóságos és a Föld védelméért küzd.
- Filmek: King Kong Escapes (1967), Destroy All Monsters (1968)
- Megszemélyesítője: Szekita Hirosi
- Egyéb nevek: ゴロザウルス (Gorozaurusu, Gorozauruszu)

## Hedorah
Egy földönkívüli lény, amely a Földön szeméttel és környezetszennyező anyagokkal táplálkozva óriásira nőtt.

### Sóva széria
Több fejlődési stádiuma van: egy ebihalszerű, egy hatalmas hüllőszerű, egy repülő csészealj-szerű, és egy humanoid forma. Képes maró folyadékot és szennyező gázokat kibocsátani, amik megsemmisítik az épületeket és az embereket pillanatok alatt csontvázakká változtatják, sőt Godzilla bőrét is a csontig lemarják. Szeme sarkából lézert lő. Mivel szemétből áll, képes magát kisebb darabokra osztani. Egyedüli gyengéje a kiszáradás, még Godzilla lehelete is hatástalan ellene.

### Final Wars
Ebben a filmben Hedorah-t Godzilla sugara könnyen legyőzi. Dizájnjának érdekessége feltűnőbb füstszóró csöve és az egyik kezéből kinövő korbács. Ezeket azonban nem használja a film alatt.

### Anime trilógia
Hedorah itt nem földönkívüli eredetű, hanem a kínaiak fejlesztik ki különleges mikroorganizmusokból, hogy vegyi fegyverként vessék be a Földön feltűnő szörnyek ellen. Hedorah eleinte sikerrel járt, a csontvázig szétmart egy Anguirust és egy Rodant, azonban az emberek képtelenek voltak irányítani.
- Filmek: Godzilla vs. Hedorah (1971), Godzilla: Final Wars (2004), Godzilla: Planet of the Monsters (2017, cameo)
- Megszemélyesítői: Szacuma Kenpacsiró, Josida Kazuhiro
- Egyéb nevek: ヘドラ (Hedora), Smog Monster, Hedrah, Hedora, Hydrox (német)

## Jet Jaguar
Egy emberek által épített robot. Képes repülni, szörnyekkel kommunikálni, és magát úgy átprogramozni, hogy Godzilla méretűre nőjön. A karaktert egy általános iskolás tervezte meg a stúdió által kiírt pályázatra, „Red Arone” (Red Alone) néven, bár a filmhez egy egészen más dizájnt használtak, ami alig hasonlított az eredeti rajzra. A filmje nem Godzilla filmnek indult, Godzillát csak utólag írták be a történetbe, mivel a tesztcsoportok rosszul fogadták Jet Jaguar karakterét.
- Film: Godzilla vs. Megalon (1973)
- Megszemélyesítője: Komada Cugutosi, Mori Maszacsika
- Egyéb nevek: ジェットジャガー (Jetto Jyagā, Dzsetto Dzsjagá), Robot Man (Godzilla vs. Megalon promóképregény), Red Alone (eredeti név), King Kong (német),[35] Superman (spanyol)

## Kamacuras
Óriás imádkozó sáska.

### Sóva széria
Egy szigeten már eleve hatalmas sáskák éltek, melyek egy félresikerült időjárási kísérlet révén még nagyobbra nőttek. Veszélyt jelentettek az emberekre, és Godzilla örökbefogadott fiára, de a Kumonga óriáspók zsákmányként tekintett rájuk.

### Final Wars
A Xilien idegenek által igába hajtott szörnyek egyike, mellyel az embereket támadják. Képes színváltoztatással álcázni magát.
- Filmek: Son of Godzilla (1967), Godzilla: Final Wars (2004), Godzilla: Planet of the Monsters (2017, cameo)
- Egyéb nevek: カマキラス (Kamakirasu, Kamakiraszu), Gimantis (angol), G-Mantide, Kamakilas

## Kamoebas
Egy más filmből származó közönséges teknős, amelyet a Yog nevű idegen amőba óriásira mutált. A Godzilla: Tokyo S.O.S.-ben csak egy cameo-ja van, mint egy Godzilla által megölt óriásszörny, de e révén tagja lett a sorozatnak.
- Filmek: Space Amoeba (1970), Godzilla: Tokyo S.O.S. (2003)
- Egyéb nevek: カメーバ (Kamēba, Kameba), Kamoeba

## King Caesar
Egy sisza-szerű (okinavai mitikus lény) óriásszörny. Gólemhez hasonlóan mesterséges lény, melyet számos anyagból raktak össze, váza aranyból áll, súlyát téglák biztosítják, és energiakristályokat rejt a teste.

### Sóva széria
Az Azumi család szent védőállata, amelyet dallal lehet felébreszteni. Az ellene irányuló sugarakat képes egyik szemével begyűjteni és a másikon kilőni, ám az Okinavát támadó MechaGodzillával szemben egyedül nincs esélye.

### Final Wars
Egy Okinavát ostromló szörny, melyet a Xilien idegenek később az emberiség, majd Godzilla ellen vetnek be. Mozgékony és ért a labdarúgáshoz, de nem túl erős.
- Filmek: Godzilla a Mechagodzilla ellen (1974), Godzilla: Final Wars (2004)
- Megszemélyesítői: Kuszumi Mamoru (1974), Nakagava Motokuni (2004)
- Egyéb nevek: キングシーサー (Kingu Shīsā, Kingu Síszá), King Seesar, King Seezar, King Seesaw, King Ceasar, King Caeser, Sárkánycsászár

## King Ghidorah
Godzilla főellensége, egy háromfejű, kétfarkú, kétlábú, repülő sárkány, amely romboló gravitációsugarakat okád. A Toho univerzumban a Ghidorah egy fajnevet titulál, egyéb filmekben megjelennek rokonszörnyei. King Ghidorah-nak filmtől függően eltérő eredettörténete és személyisége van.

### Sóva széria
Egy gonosz földönkívüli lény, akit több idegen nép is az uralma alá hajt, hogy a Földet támadják vele. Régebben elpusztította a Vénusz bolygó népét, de a Föld szörnyei gyakran legyőzik.

### Heiszei széria
Jövőbeli időutazó terroristák Doratoknak nevezett, kicsi, mesterséges lényeket helyeznek el a Japánhoz közeli Lagos-szigeten a Második világháború alatt, ahol az atomsugárzás sárkánnyá egyesíti őket. A jelenben Ghidorah-t fegyverként vetik be Japán ellen, hogy megakadályozzák gazdasági térnyerését és nagyhatalommá fejlődését. Miután Godzilla megöli Ghidorah-t, a jövőben Mecha-King Ghidorah-ként felélesztik, és ismét a jelenbe küldik, de ezúttal jó célra, Japán védelmére használják. Mecha formája csak emberi irányítással működik.

### GMK
Ebben a filmben érdekes módon King Ghidorah jóságos és a Földet védi Godzilla ellen. Itt egy kifejletlen Jamata no Orocsiként jelenik meg, amelynek még csak három feje van. Kezdeti állapotában nem tud repülni, a Mothra energiája által felerősödött formájában viszont már igen.

### Anime trilógia
Ghidorah egy másik dimenzió-béli lény, akit az Exif idegenek istenüknek tartanak. Halálkultuszt szerveztek köré, feláldozták neki bolygójukat és népük javát. Az űrben utazva keresik a fejlett, kihalásra érett civilizációkat, s vallásukat elterjesztve egy szertartással előhívják Ghidorah-t, hogy „learassa” a bolygókat és népüket. Ghidorah állat, ember és szörny fölött áll, melyek táplálékot jelentenek számára, ám elsősorban a gyűlölet vonzza, így egy gyűlölködő egyén önáldozata szükséges, hogy teljes testében meg tudjon jelenni. A világunk fizikai törvényei nem hatnak rá, sok kilométeres nyakai körül elhajlik a tér és idő, sérthetetlen. Ám ha a Ghidorah-t e világhoz kötő és számára utat mutató szertartásvezető kapcsolata megszakad a rítussal, a szörny a világ részévé és sérülékennyé válik. King Ghidorah látszólag legyőzhetetlen, fenyegetést jelent minden népre, melyben jelen van a gyűlölet és a természetet kizsákmányoló technológia.

### MonsterVerse
A Legendary Pictures amerikai gyártású filmszériája szerint a Ghidorah nevű Titán a múltban már megküzdött Godzillával és Mothrával, s az emberek az Antarktisz jege alatt bukkantak a fagyott sárkányra, ahol a Monarch szörnykutató szervezet birtokába került. Szárnyaival vihart kavar, a kutatók élő kihalási eseménynek nevezik.
- Filmek: Ghidorah, the Three-Headed Monster (1964), Invasion of Astro-Monster (1965), Destroy All Monsters (1968), Godzilla vs. Gigan (1972), Godzilla vs. King Ghidorah (1991), Godzilla, Mothra and King Ghidorah: Giant Monsters All-Out Attack (2001),  Godzilla: The Planet Eater (2018), Godzilla: A szörnyek királya (2019)[46]
- Megszemélyesítői: Szakamoto Haruja (1964), Hirosze Sóicsi (1965), Ucumi Szuszumu (1968), Ina Kanta (1972), Rjú 'Hurricane' Hariken (1991), Ohasi Akira (2001).
- A szörnyek királya (2019) motion capture színészei: Jason Liles (középső fej), Alan Maxson és Richard Dorton (oldalsó fejek)
- Egyéb nevek: キングギドラ (Kingu Gidora), Ghidorah, Ghidrah, King Ghidrah, King Ghidora, King Ghidra, King Geedorah, Monster Zero, Thousand Year-Old Dragon, The King of Terror, The Dragon King, The Super Dragon, The Golden King, The Golden Demise, The Devil

## King Kong

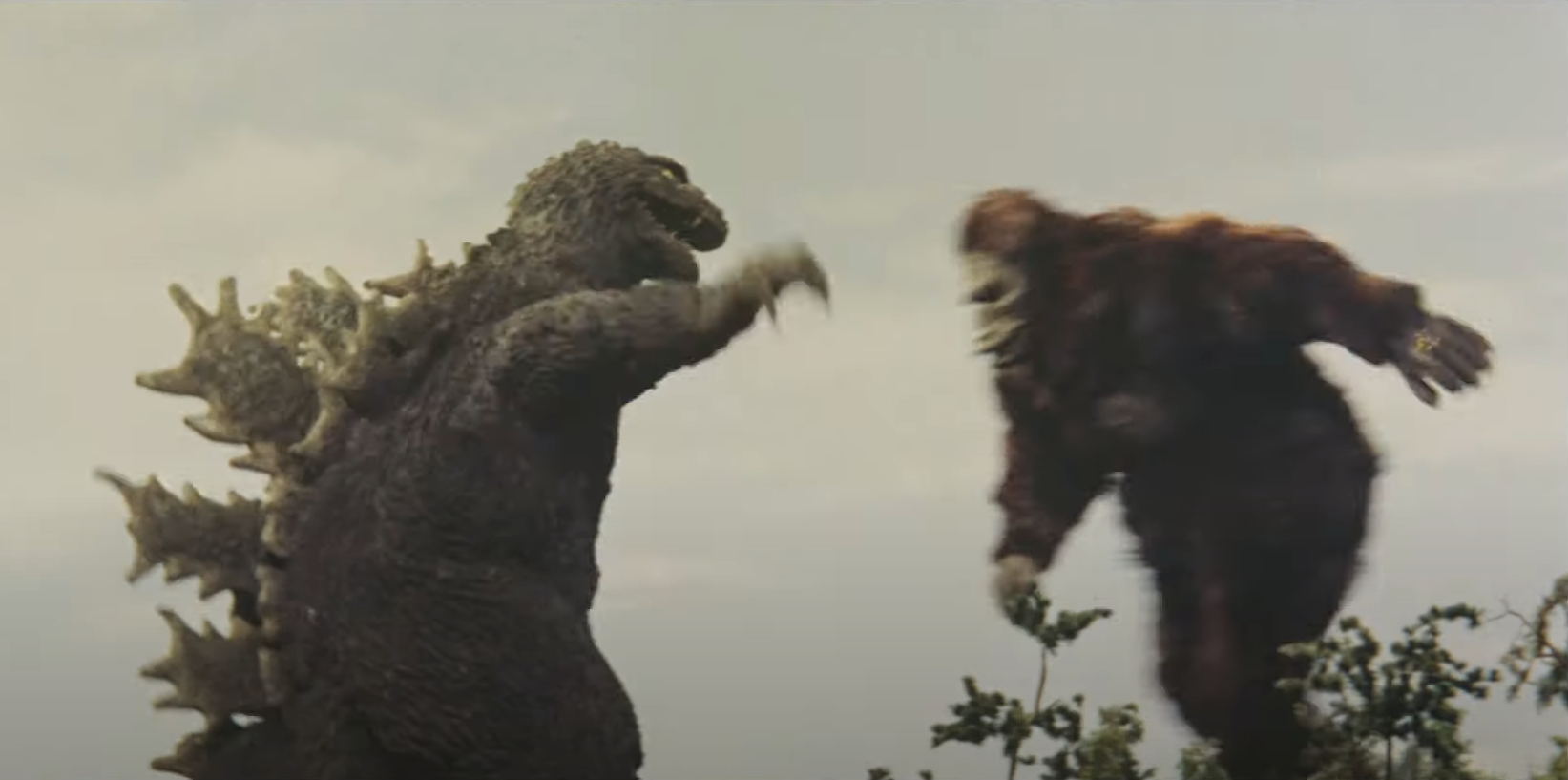
King Kong viadala Godzillával.

A híres gorillaszerű óriáslény, Godzilla első amerikai eredetű ellenfele.

### Sóva széria
Itteni megjelenéséhez méretét Godzilláéhoz igazították, és elektromos szuperképességeket kapott: képes árammal feltöltődni, majd ellenségére engedni azt. Akárcsak az eredeti filmben, itt is egy szigeten él, de az őslakosok képesek egy altatószertartással kordában tartani.

### MonsterVerse
A Koponya-sziget óriási védője, egy az eddigieknél sokkal nagyobb Kong.
- Film: King Kong vs. Godzilla (1962), Kong: Koponya-sziget (2017), Godzilla vs. Kong (2021)[48]
- Megszemélyesítői: Hirosze Soicsi, Nakadzsima Haruó
- Egyéb nevek: キングコング (Kingu Kongu), Kong

## Kumonga
Óriáspók. Képes fonalát hálóként kilőni ellenségeire.
- Filmek: Son of Godzilla (1967), Destroy All Monsters (1968), Godzilla: Final Wars (2004)
- Egyéb nevek: クモンガ, Spiga (angol)

## Manda
Óriás tengeri kígyósárkány. A Sóva szériában az Atragon című sci-fiben debütált, ahol a Mu nevű vízalatti birodalom őre és istene volt. Legyőzése után Monster Island-en zárták be. A Final Wars univerzumában egyszerű tengeri kígyóként tűnik fel.
- Filmek: Atragon (1963), Destroy All Monsters (1968), Godzilla: Final Wars (2004)
- Egyéb nevek: マンダ

## Mecha-King Ghidorah
Miután Godzilla a Heiszei szériában megölte King Ghidorah-t, a sárkány maradványait a 23. században robottestrészekkel pótolták ki, majd visszaküldték a jelenbe, hogy megfékezzék vele Godzillát. Az immár emberek által irányított lény rendelkezett eredeti képességeivel, de középső robotfejéből hármas lézersugarakat is tudott lőni, valamint kilőhető, elektromos fogókábelei is voltak. Mecha-King Ghidorah tanulmányozása által építették meg később a M.O.G.U.E.R.A.-t és a Heiszei MechaGodzillát.
- Film: Godzilla vs. King Ghidorah (1991)
- Megszemélyesítője: Rjú 'Hurricane' Hariken
- Egyéb nevek: メカキングギドラ (Meka Kingu Gidora), Mecha-Ghidorah, Mecha-King Ghidora, Mecha-King Ghidrah, Mecha-King Ghidra, Mecha-King Geedorah

## MechaGodzilla
Godzilla robot- vagy kiborgmása. 

### Sóva széria
Majomszerű földönkívüliek építik, és egy ál-Godzillának álcázzák. Hatalmas fegyvertára van, mindenféle lézersugarakat és rakétákat tud lőni, és energiaburkot felhúzni maga köré. Miután Godzilla legyőzte, az idegenek újjáépítik egy Dr. Mifune nevű őrült tudós segítségével, cserébe labor-balesetben elhunyt lánya, Kacura kiborgként történő felélesztéséért. Mivel MechaGodzilla irányítóegységét Kacura testébe rejtették, a robot fej nélkül is működik.
- Filmek: Godzilla a Mechagodzilla ellen (1974), Terror of MechaGodzilla (1975)
- Megszemélyesítője: Mori Isze
- Egyéb nevek: メカゴジラ (Mekagojira, Mekagodzsira), Fake Godzilla, Cibergodzilla (spanyol), King Kong (német)

### Heiszei széria
Az ENSZ építteti Mecha-King Ghidorah robotelemeinek tanulmányozásával, hogy a G-Force nevű különítmény bevesse Godzilla ellen. Képes a Garuda csatahajóval egyesülni, így Super MechaGodzillává válni.
- Film: Godzilla vs. MechaGodzilla II (1993)
- Megszemélyesítője: Fukuda Vataru
- Egyéb nevek: メカゴジラ (Mekagojira, Mekagodzsira), Super MechaGodzilla

### Millennium széria
Kiryu-nak (magyarul „gépsárkány”) hívják. Szintén emberek építik, az eredeti Godzilla csontváza köré. Amikor meghallja Godzilla hangját, öntudatra ébred és rombolni kezd, de végül megérti, hogy az emberek a jelenlegi Godzilla legyőzésére akarják használni. Első megjelenésében fő fegyvere az Absolute Zero Cannon, amely mindent azonnal megfagyaszt és porrá őröl. Második filmjére ezt egy Triple Hyper Maser Cannon-re cserélték.
- Filmek: Godzilla Against MechaGodzilla (2002), Godzilla: Tokyo S.O.S. (2003)
- Megszemélyesítője: Isigaki Hirofumi, Nakagava Motokuni
- Egyéb nevek: メカゴジラ (Mekagojira, Mekagodzsira), 機龍 (Kiryū, Kirjú)

### Anime trilógia
A Földön menedéket kereső Biluszaludo idegenek nanometal-ból készült robotja, melyet Godzilla ellen akartak bevetni, de képtelenek voltak aktiválni. Godzilla lerombolta a MechaGodzillát őrző komplexumot, de a gép maradványai aktívak maradtak, és húszezer évig követték programozásukat, mely idő alatt a bármilyen alakot felölteni képes nanometal egy hatalmas várossá, MechaGodzilla City-vé nőtt. MechaGodzilla alap robotformája a filmhez kiadott brossúra szerint képes számos alakot felvenni, de ez a képessége a filmekben nem kerül bemutatásra.
- Filmek: Godzilla: Planet of the Monsters (2017, cameo), Godzilla: City on the Edge of Battle (2018), Godzilla: The Planet Eater (2018, visszatekintésben és nanometal-ként)
- Egyéb nevek: メカゴジラ (Mekagojira, Mekagodzsira)

## Megalon
Seatopia embereinek óriási rovaristene, aki képes a föld alatt, vízen és levegőben nagy sebességgel közlekedni, bár a talajon főként ugrálni szokott. Egyesített karjai fúrófejet alkotnak, ami segít neki az ásásban és rombolásban. Szarvából energiasugarat lő, szájából napalm bombákat köp. Meglehetősen ostoba, gyakran szorul irányításra.
- Film: Godzilla vs. Megalon (1973)
- Megszemélyesítője: Odacsi Hideto
- Egyéb nevek: メガロ (Megaro), Megaron

## Meganulon/Meganula/Megaguirus

### Sóva széria
Egyfajta mezozoikumi óriásrovar, amelyet a nukleáris robbantások ébresztettek fel. Embereket esznek, viszont Rodan faja számára táplálékot jelentenek.

### Godzilla vs. Megaguirus
A Meganulon itt egy másik dimenzióból származó ősszitakötő-lárva, amely képes repülő Meganulává fejlődni. Ebben a fejlődési stádiumban Godzilla erejét szívják ki, hogy királynőjüknek, Megaguirusnak adják azt át. Megaguirus egy gigászi szitakötőszörny, amely láthatatlanul gyorsan képes repülni, szárnyai pengeélesek, és verdesésükkel magas frekvenciás hanghullámokat tud létrehozni. A farkán lévő fullánkkal el tudja szívni áldozatai erejét. A karbon időszakban élt Meganeura nevű szitakötő alapján mintázták meg.
- Film: Godzilla vs. Megaguirus (2000)
- Megszemélyesítője: Vatanabe Minoru (Megaguirusként)
- Egyéb nevek: メガヌロン (Meganuron), メガニューラ (Meganyūra, Meganyúra), メガギラス (Megagirasu, Megagiraszu), Megagilas

## Millennian
Némileg polipszerű földönkívüli óriáslények, amelyek űrhajója a kréta időszakban zuhant a Földre, az óceánba, ahol napfény hiányában deaktiválódott. A jelenben az emberek felfedezik a gépet, és akaratlanul felélesztik őket. Telepátiával képesek kinyerni adatokat a gépekből, vállukon sugárkilövő van. Miután egy Millennian megpróbálta asszimilálni Godzilla Organizer G-1 nevű génjét, Orgává alakult. A lény érdekessége, hogy csak számítógépes animációt használtak a megvalósításához, az Orgát azonban ismét jelmezzel jelenítették meg.
- Film: Godzilla 2000: Millennium (1999)
- Egyéb nevek: ミレニアン (Mirenian), Milenian, Millenian, Milennian

## Minilla
Godzilla örökbefogadott fia. Képes füstgyűrűket kibocsátani, de ha a farkára lépnek, atomsugarat is tud lőni. Agyhullámokkal képes nagy távolságból kapcsolatot teremteni Godzillával.
- Filmek: Son of Godzilla (1967), Destroy All Monsters (1968), All Monsters Attack (1969), Godzilla: Final Wars  (2004)
- Megszemélyesítői: Fukazava Maszao (1967-1969), Kamio Naoko (2004)
- Egyéb nevek: ミニラ (Minira), Minya, Milla

## M.O.G.U.E.R.A.
Mobile Operation Godzilla Universal Expert Robot Aero-Type. Szintén egy ENSZ szolgálatában álló óriásrobot. Két gépből áll: a föld alá ásni képes Land Moguerából és a Star Falcon űrhajóból. Egyesülve egy szörnyszerű mobil fegyver-platformot alkot, sokszínű fegyverarzenállal. Az eredetileg az 1957-es The Mysterians-ban megjelent, Moguera nevű idegen robotról mintázták.
- Film: Godzilla vs. SpaceGodzilla (1994)
- Megszemélyesítője: Fukada Vataru
- Egyéb nevek: モゲラ (Mogera), Moguera

## Monster X/Keizer Ghidorah
A Ghidorah faj egy tagja és a Xilien idegenek utolsó fegyvere, amely a Gorath meteoriton érkezett a Földre. Alapalakja egy csontvázszerű, humanoid óriásszörny, de képes továbbfejlődni Keizer Ghidorah-vá. Ebben az alakban egy háromfejű, négylábú óriássárkány, amely rendelkezik King Ghidorah képességeivel. Az egyik legerősebb szörny a filmekből.
- Film: Godzilla: Final Wars (2004)
- Megszemélyesítője: Nakagava Motokuni (Monster X-ként)
- Egyéb nevek: モンスターエックス (Monsatā Ekkusu, Monszatá Ekkuszu), カイザーギドラ (Kaizā Gidora, Kaizá Gidora), Kaiser Ghidorah

## Mothra
A franchise egyik leggyakrabban visszatérő szörnye, aki saját filmjében mutatkozott be. Mothra egy általában nőnemű óriáslepke-istenség. Szinte minden megjelenésében jóságos és a Föld védője, de leginkább két kis ikertündérét védi, akik emberi nyelvre fordítják a beszédét. Visszatérő motívum, hogy feláldozza magát a jó ügy érdekében, általában lárvái védelmére. A Mothra hernyók képesek selymet lőni, amellyel Godzillát is leteríthetik. Lepkeként nagy sebességgel tud repülni és hihetetlenül erős fogólábai vannak. Erős szelet ver szárnyaival, végső fegyvere pedig egy mérgező, sárga por, amit testéből bocsát ki. Noha kecses és törékeny, mégis az egyik legerősebb szörny, mivel képes lárváin át továbbörökíteni istenségét.

### Sóva széria
Mothra az Infant Island védőistennője, aki segíti azokat, akik az emberiség népei közti testvériséget hirdetik, ám gyakran válik kizsákmányolás áldozatává. Tojását, tündéreit és népének tagjait többször rabul ejtették üzletemberek vagy terroristák. A filmsorozatban számos Mothra szerepel, legalább három generáció.
- Filmek: Mothra (1961), Mothra vs. Godzilla (1964), Ghidorah, the Three-Headed Monster (1964), Godzilla vs. the Sea Monster (1966), Destroy All Monsters (1968)
- Megszemélyesítői: Nakadzsima Haruó és egy sor segéd (1961, lárvaként)
- Egyéb nevek: モスラ (Mosura, Moszura), Mosla (a Toho Special Effects Movie Complete Works könyvben), The Thing

### Heiszei széria
A Cosmos nevű ősi nép védője, akikből mára csak egy apró tündérpár maradt fenn. Ebben a megjelenésében Mothrának sugárfegyvere is van, melyet csápjaiból lő, lábai pedig elektromosságot bocsátanak ki. A testéből kilőtt por apró lemezek alkotta felhő, mely tükörként eltéríti az ellene irányuló sugarakat. A 90-es évek során saját spin-off filmtrilógiát kapott, melyben további Mothra változatok mutatkoztak be, de ezek nem részei a Godzilla sorozatnak.
- Filmek: Godzilla vs. Mothra (1992), Godzilla vs. SpaceGodzilla (1994)
- Egyéb nevek: モスラ (Mosura, Moszura)

### Millennium széria
Mothra az egymástól független sorozat filmjei közül többen szerepelt. A Godzilla, Mothra and King Ghidorah: Giant Monsters All-Out Attack című film részben átértelmezi szerepkörét: itt a Földet oltalmazó három ősi védőszörny egyike, de nincsenek tündérei és az embereket sem igyekszik védeni. Potrohából töviseket tud lövellni. A természeti elemek körül a vizet jelképezi, melyben lárvaként Japánra úszik.
- Filmek: Godzilla, Mothra and King Ghidorah: Giant Monsters All-Out Attack (2001), Godzilla: Tokyo S.O.S. (2003), Godzilla: Final Wars (2004)
- Egyéb nevek: モスラ (Mosura, Moszura)

### Anime trilógia
Miután az emberiség nagy része kihalt és a túlélők az űrbe menekültek, húszezer év alatt kifejlődött a Mothrát istenként tisztelő, emberkinézetű, de rovartulajdonságokkal bíró Hotua nép, mely primitív, fejletlen technológiájú körülmények közt él a föld alatt, a bolygót uraló Godzilla elől rejtve. Godzilla végzett Mothrával, de egy tojása fennmaradt, melyet a Hotuák istenként tisztelnek és telepatikus módon kommunikálnak vele. Mothra mentális ereje hívei segítségével képes megtörni az Exif idegenek által keltett látomásokat.
- Film: Godzilla: The Planet Eater (2018)
- Egyéb nevek: モスラ (Mosura, Moszura), The Egg

### MonsterVerse
A Mothra nevű Titán a múltban megvívott King Ghidorah-val Godzilla oldalán. Ivadékának gubóját a jelenben a Monarch szörnykutató szervezet őrzi abban a Kínai templomban, ahol felfedezték. Kifejlett lepkeként Mothra képes vakító fényt kibocsátani, szárnyai csúcsát pedig Godzilla szemeire emlékeztető foltok díszítik.
- Film: Godzilla: a szörnyek királya (2019)
- Egyéb nevek: モスラ (Mosura, Moszura), Titanus Mosura

## M.U.T.O.
Massive Unidentified Terrestrial Organism, magyarul Masszív Ultra-Terresztriális Organizmus. Parazitaszerű óriáslények, amik abból a korból származnak, mint a 2014-es film Godzillája. Godzilla harmadik amerikai ellenfelei. Radioaktív sugárzással táplálkoznak, de míg Godzilla a bolygó természetes sugárzásán él, a M.U.T.O.-k emberi szerkezetek energiáját szívják. Képesek echolokációval kommunikálni és EMP-t kibocsátani. A nőstény sokkalta nagyobb a hímnél, amely viszont képes repülni.
- Film: Godzilla  (2014)
- Egyéb nevek: ムートー (Mūtō, Mútó), Muto, Hokmuto (hím), Femuto (nőstény)

## Orga

### Millennium széria
Egy Millennian és Godzilla génjeinek keveredése. Hatalmas, erőteljes szörny, amely megőrizte eredeti formájának váll-lézerét és elnyerte Godzilla regeneráló képességét. Harapás útján képes más lények DNS-ét asszimilálni. Nem szeret harcolni, meggondolatlanul cselekszik.

### Anime trilógia
Orga az emberiséget kiirtó szörnyek egyike, mely Törökországban jelent meg.
- Filmek: Godzilla 2000: Millennium (1999), Godzilla: Planet of the Monsters (2017, cameo)
- Megszemélyesítői: Itó Matoko, Natalia D. Adams (hang) (1999)
- Egyéb nevek: オルガ (Oruga)

## Rodan

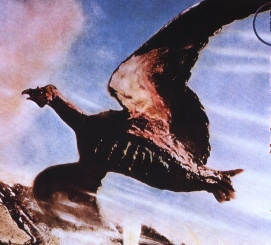
A Rodan címszereplője a film plakátján.

Óriási mutáns Pteranodon, amely saját filmjében mutatkozott be. Itt egy pár élt belőlük, akiket a film szerint megöltek – a később szereplő Rodan vagy egy túlélő, vagy egy újabb példány.

### Sóva széria
Rodan eleinte Godzilla ellensége, de később az első segítője lesz. Hihetetlen sebességgel képes repülni, minden épület megsemmisül, ami fölött elszáll.

### Heiszei széria
Godzilla Jr. tojásának védelmezője volt, míg Godzilla le nem győzte. Ezután Fire Rodan-ként született újjá, amely alakban képes volt uránsugarat lövellni. Részt vett Godzilla és MechaGodzilla harcában, életét adva Godzilláért, amikor a gép kiiktatta annak alsó idegközpontját.

### Final Wars
Ismét Godzilla ellenfeleként jelenik meg, New Yorkot támadja, majd a Xilien idegenek irányítása alá kerül.

### Anime trilógia
Rodan rajokban támadja az emberiséget, ám az emberek és Godzilla mindet kiirtja. Az egyik példányt a Hedorah nevű vegyi fegyver pusztítja el.

### MonsterVerse
Tűz és hurrikán erejű szelek gerjesztésére képes ősi szörny, a Monarch szervezet által őrzött Titánok egyike, melyet a Mexikóhoz közeli Isla de Mara sziget vulkánjában tartanak fogva.
- Filmek: Rodan (1956), Ghidorah, the Three-Headed Monster  (1964), Invasion of Astro-Monster (1965), Destroy All Monsters (1968), Godzilla vs. MechaGodzilla II (1992), Godzilla: Final Wars (2004), Godzilla: Planet of the Monsters (2017, cameo), Godzilla: A szörnyek királya (2019)
- Megszemélyesítői: Haruó Nakadzsima (1956), Szora Kódzsi (1964), Sinohara Maszaki (1965), Aragaki Teruó (1968), Kamio Naoko (2004), Jason Liles (2019, motion-capture)
- Egyéb nevek: ラドン (Radon), Rado, The Fire Demon, Titanus Rodan

## Servum
Miután Godzilla miatt az emberiség elhagyta a Földet, húszezer év alatt új fauna fejlődött ki a szörny génjeiből. Többfajta Servum létezik, van földben túró vagy kúszó-mászó féregszerű típusuk, és repülő változatuk. Elektromágneses sugárzást keltenek.
- Filmek:  Godzilla: Planet of the Monsters (2017), Godzilla: City on the Edge of Battle (2018), Godzilla: The Planet Eater (2018)
- Egyéb nevek: セルヴァム (Seruvamu, Szeravumu)

## Shockirus
Mutáns evezőlábú rákok, amelyek hajókat támadnak meg és kiszívják a legénység testnedveit.
- Film: The Return Of Godzilla (1984)
- Egyéb nevek: ショッキラス (Shokkirasu, Sokkiraszu), Shokilas, Giant Sea Louse

## SpaceGodzilla
Godzilla űrbéli mása, akinek eredetét csak találgatják az emberek: vagy a Biollante vagy a Mothra által az űrbe vitt Godzilla sejteket beszívta egy fekete lyuk, ahol egy kristály-alapú létformával egyesültek és egy fehér lyukon át távoztak. SpaceGodzillának számos ereje van: képes kristályformában repülni és kristályokat növeszteni a talajból, amiket ellenfelére lő. Ezek energiát termelnek és növelik erejét. Godzillához hasonlóan tud sugarat lőni a szájából és regenerálni teste bizonyos részeit. Vállkristályaiból szintén sugarat képes lőni. Emellett telekinézissel távolról tud dolgokat mozgatni és védőburkot vetít maga köré, ha támadás éri.
- Film: Godzilla vs. SpaceGodzilla (1994)
- Megszemélyesítője: Haritani Rjó
- Egyéb nevek: スペースゴジラ (Supēsugojira, Szupeszugodzsira)

## Titanosaurus
Egy általában békés víz alatt élő óriásdinoszaurusz, akit egy őrült tudós hajt az uralma alá a MechaGodzillát birtokló idegenek segítségével. Remekül tud úszni és ugrani, farokuszonyának legyezésével szélvihart kavar, és hihetetlenül erős állkapcsa van. A szuperszonikus hanghullámok a gyengéi.
- Film: Terror of MechaGodzilla (1975)
- Megszemélyesítője: Nakimoto Tacumi
- Egyéb nevek: チタノザウルス (Chitanozaurusu, Csitanozauruszu), Chitanosaurus

## Varan

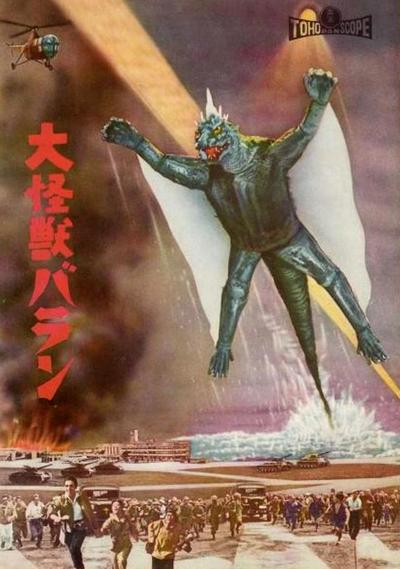
Varan a Varan the Unbelievable egyik plakátvariánsán.

Egy négy lábon járó óriáshüllő, amely a végtagjai közt feszülő hártyával a levegőben is képes siklani. Saját filmjében mutatkozott be, amelyben szigetlakó falusiak istenként tisztelték. A fegyverek hatástalanok ellene, hacsak le nem nyeli azokat. A Destory All Monsters-ben csak egy cameo jutott rá, itt egy kisebb példány szerepelt.
- Filmek: Varan the Unbelievable (1958), Destroy All Monsters (1968)
- Megszemélyesítői: Nakadzsima Haruó, Tezuka Kacumi
- Egyéb nevek: バラン (Baran), Baradagi-Sanjin (isten név), O-baki (a film angol változatában)

## Zilla
Egy óriásira mutálódott tengeri leguán, amely mozgékonyságáról és ásóképességéről ismeretes. Godzilla második amerikai eredetű ellenfele. Szűznemzéssel képes szaporodni, de különleges képessége nincs, és harcban általában gyenge, nem áll ellen az erősebb katonai fegyvereknek. Egyik ivadéka, a steril Zilla Junior azonban Godzillához hasonlóan képes atomsugarat lőni és kiváló harcos. Eredetileg Godzilla amerikanizált változatának tekintették, de az erősen negatív nézői visszajelzések miatt később különálló lénnyé tették, azonban saját filmjének és az azt követő rajzfilmsorozatnak kontextusán belül továbbra is Godzilla a neve.
- Filmek: Godzilla (1998), Godzilla: Final Wars (2004)
- Megszemélysesítői: Frank Welker (morgások), Gary A. Hecker (morgások),  Kurt Carley (jelmezes snittekben)[87]
- Egyéb nevek: ジラ (Jira, Dzsira), Godzilla (2004 előtt), American Godzilla, GINO (Godzilla In Name Only, elterjed rajongói gúnynév)